# Utlandssvensk
En utlandssvensk är, enligt svenska myndigheter, en svensk medborgare som är folkbokförd i utlandet.
Dock är begreppet inte entydigt. Det finns många människor utanför Sverige (bland annat vissa svenskättlingar) som har svenskt ursprung, och anser sig vara svenskar, men inte är svenska medborgare. Enligt en bredare definition finns ungefär 660 000 utlandssvenskar.
Det finns ungefär 400 000 finlandssvenskar och drygt 30 000 ålänningar som har svenska som modersmål. Dessa brukar inte anse sig vara utlandssvenskar. Befolkningen av estlandssvenskar är betydligt mindre idag.

## Organisation av utlandssvenskar
- Föreningen Svenskar i Världen
- Riksföreningen Sverigekontakt
- Svenska kyrkan i utlandet
- SWEA